# Tatort: Mord im Krankenhaus
Mord im Krankenhaus ist ein österreichischer Fernsehkrimi von und mit Fritz Eckhardt aus dem Jahr 1978, Regie führte Michael Kehlmann. Er entstand als 92. Folge der Kriminalreihe Tatort und war der achte Tatort-Fall für Marek. Marek hat es diesmal mit dem Mord an einem Mitpatienten und dem Ausbruch dreier Schwerverbrecher aus einer Justizvollzugsanstalt zu tun.

## Handlung
Oberinspektor Marek liegt wegen einer Magen-OP in einem Wiener Krankenhaus. Als Marek zur OP abgeholt wird, erhält sein Zimmergenosse Zoller gerade Besuch von seinem Hausarzt, vor dem Zimmer steht eine elegant gekleidete Dame, die ebenfalls auf einen Besuch bei Zoller drängt. Als Marek aus der OP erwacht, liegt ein anderer Patient neben ihm, die Krankenschwester behauptet, Zoller sei kurzfristig verlegt worden, später erfährt Marek, dass Zoller verstorben ist. Tags darauf erfährt Marek, der sich von der OP erholt, aus dem Rundfunk vom Ausbruch dreier gefährlicher Gewaltverbrecher aus einer Justizvollzugsanstalt. Als Marek mit einem Donauschiff zurück nach Wien fährt, steigen die drei Gangster mit ein, einer der drei erkennt Marek wieder und erzählt seinen beiden Komplizen von seiner Beobachtung. Er ist bereit, Marek zu töten, wenn dieser ihn erkennt, doch Marek hat nach seiner OP Erinnerungslücken, die ihm das Leben retten. Zurück an seiner Dienststelle spricht Wirz Marek auf seinen verstorbenen Zimmergenossen Zoller an, Marek hatte bereits durch die Medien erfahren, dass dieser ermordet wurde. Auf Geheiß des Sicherheitsbüros soll sich Marek um den Mord im Krankenhaus kümmern.
Marek spricht mit Schwester Gertraud und fragt sie nach der eleganten Dame, doch kann auch sie ihm nicht weiterhelfen. Gertraud kann Marek aber erzählen, dass dem Personal der angebliche Herzinfarkt seltsam vorkam, daher kamen sie durch die Obduktion auf die Vergiftung Zollers. Sein Hausarzt, der Zoller besucht hatte, war ein Dr. Zyllius. Marek sucht diesen auf, dort erfährt er, dass dieser in der Nacht nach dem Mord im Krankenhaus bei einem Unfall ums Leben gekommen ist. Marek findet heraus, dass der Arzt von einem Unbekannten totgefahren wurde, der Unfallflucht begangen hat. Die drei Gangster suchen, während Marek nach ihnen fahndet, Frau Molitor auf und wollen ihren Mann sprechen, den diese allerdings bereits als vermisst gemeldet hat. Ihr Mann hatte das Geld, das die drei Gangster bei einem von Molitor eingefädelten Bankraub erbeutet hatten, für diese aufbewahrt und ist nunmehr verschwunden, Frau Molitor gibt sich ahnungslos. Die Gangster vermuten, dass Frau Molitor ihren Mann umgebracht und das Geld selber hat und nisten sich bei ihr ein. Marek sucht unterdessen Frau Zyllius auf, diese sagt aus, dass es sehr ungewöhnlich gewesen sei, dass ihr Mann einen Patienten im Spital aufgesucht hat, ein Zoller findet sich auch nicht in der Patientenkartei. Marek stellt anhand eines Fotos von Dr. Zyllius fest, dass dieser gar nicht im Krankenhaus war, der Mann, der Zoller dort besucht hatte, hatte sich als er ausgegeben. In der Kartei des Sicherheitsbüros sucht Marek den falschen Dr. Zyllius, findet dort aber die Karteikarte des vorbestraften Molitors, der sich als Zoller im Krankenhaus behandeln ließ und dann vergiftet wurde.
Marek erfährt von Frau Molitors Vermisstenanzeige und schickt Wirz zu ihr. Unterdessen sucht einer der drei Gangster Frau Schrötter, die elegante Dame aus dem Krankenhaus, auf. Sie wurde von Molitor erpresst und so versucht auch der Gangster, ihr 500.000 Schilling abzupressen, sie verspricht, das Geld zu besorgen. Er und sein im Auto wartender Komplize erscheinen einer Funkstreife verdächtig, da sie im Halteverbot stehen und der Komplize angibt, keine Papiere bei sich zu haben, sie werden von der Polizei festgenommen. Wirz informiert Frau Molitor, dass ihr Mann unter falschem Namen im Krankenhaus ums Leben gekommen ist. Wirz hält Frau Molitor vor, dass sie ihren Mann seit einem Jahr betrügt, doch sie bestreitet, ihren Mann umgebracht zu haben. Wirz hat herausgefunden, dass Molitor den Bankraub eingefädelt hat und sich mit dem Geld absetzen wollte, doch dann kam seine Krankheit dazwischen. Er hat sich deshalb unter falschem Namen ins Krankenhaus begeben und so gehofft, seinen Feinden zu entkommen. Frau Molitor möchte mit ihrem neuen Freund ein neues Leben beginnen, Wirz sagt ihr zu, dass dieser von der Polizei nichts über ihr Vorleben als Prostituierte und Gangsterbraut erfährt. Als Wirz gegangen ist, erpresst der bei ihr verbliebene Gangster, der sich vor Wirz versteckt gehalten hatte, sie um 500.000 Schilling, die sie nicht hat. Als er sie sexuell bedrängt, erschießt sie ihn mit einer Waffe ihres Mannes. Marek und Wirz suchen Frau Schrötter auf, weil der verhaftete Gangster aus ihrem Haus gekommen war, doch diese reagiert abweisend. Die beiden Beamten verschaffen sich trotzdem Zutritt zu der Wohnung, Marek erinnert sich an Frau Schrötter als Besucherin von Molitor im Krankenhaus. Herr Schrötter gibt Marek gegenüber zu, in der Tschechoslowakei bei der Jagd aus Versehen einen Menschen getötet zu haben. Er hatte den politischen Aufpasser, der ihnen zu Seite gestellt wurde, mit Wild verwechselt und ihn erschossen. Die Leiche hatten sie im Wald verscharrt, doch Molitor, der ebenfalls bei der Jagd war, hatte alles beobachtet und sie erpresst.
Marek ist überzeugt davon, dass nicht Herr, sondern Frau Schrötter geschossen hat, doch kann er es nicht beweisen. Berntner kann über einen Tankwart, der einen 1.000-Schilling-Schein aus dem Bankraub in seiner Kasse hatte, einen älteren Mann ausfindig machen, es ist der Großvater eines der Gangster, Marek sucht diesen auf. Er stellt sich als der Mann heraus, der sich im Krankenhaus als Dr. Zyllius ausgab, dieser bestreitet zunächst, Molitor vergiftet zu haben. Er war auch Buchhalter in der überfallenen Bank und hatte den Coup mit eingefädelt. Molitor hatte ihn und seinen Enkel allerdings um das Geld betrügen wollen, daher musste Molitor sterben. Nach Mareks Vorhaltungen greift dieser ihn tätlich an, doch Marek hat Verstärkung mitgebracht und kann den Mann festnehmen.

## Einschaltquote und Produktion
Mord im Krankenhaus erreichte bei seiner Erstausstrahlung eine Einschaltquote von 38,0 %.
Mord im Krankenhaus war der achte Tatort-Fall um Oberinspektor Marek. Fritz Eckhardt fungierte nicht nur als Hauptdarsteller, sondern schrieb auch das Drehbuch. Der Film wurde im Mai und Juni 1978 in Wien und Umgebung gedreht.

## Kritik
TV Spielfilm bewertete den Film positiv und kommentierte: „Patient tot, Operation trotzdem gelungen“.